# Australische stronkloper
De Australische stronkloper (Orthonyx temminckii) is een zangvogel uit de familie Orthonychidae. Deze vogel is genoemd naar de Nederlandse zoöloog Coenraad Jacob Temminck.

## Kenmerken
De lichaamslengte bedraagt 18 tot 20 cm.

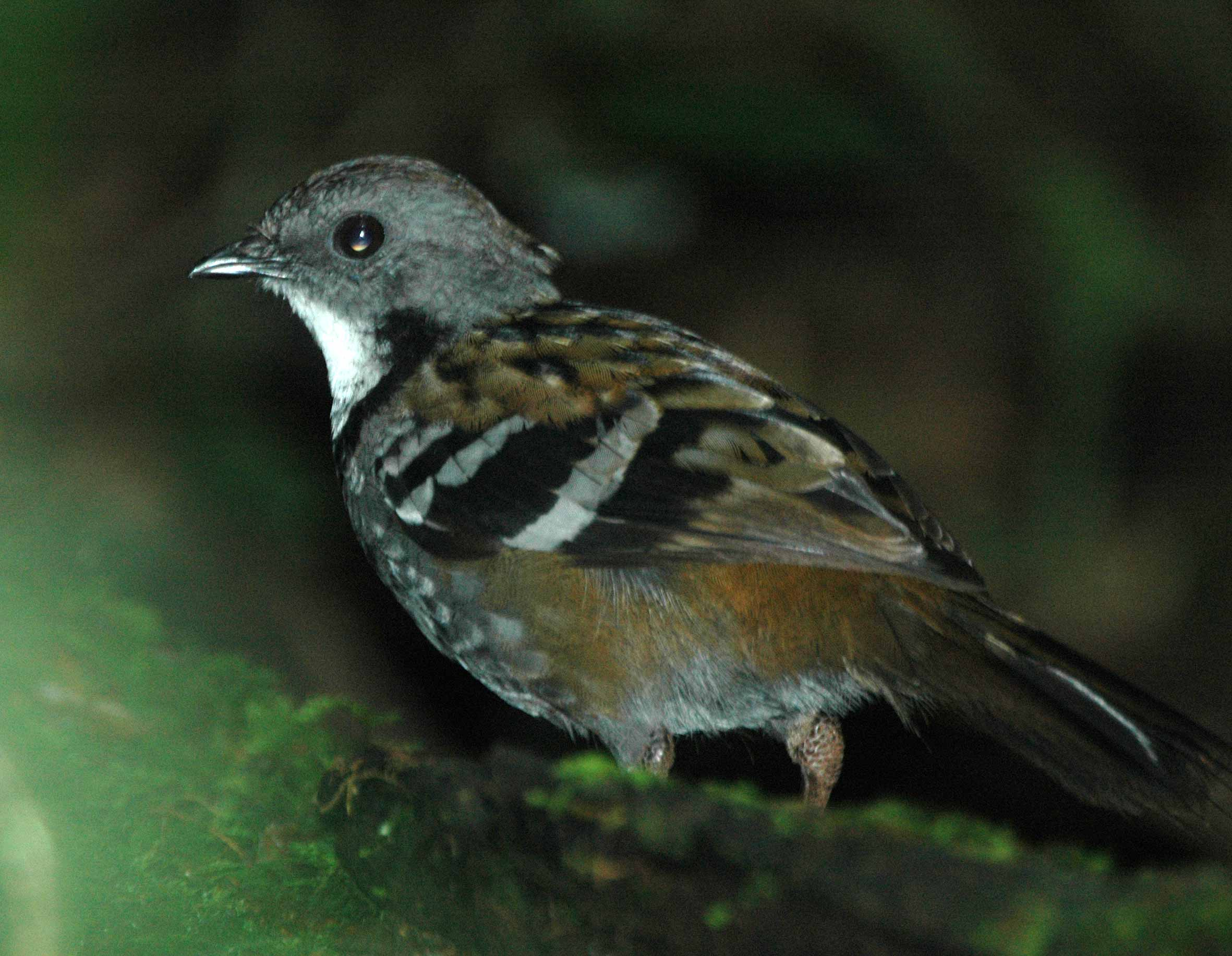
Mannetje Australische stronkloper

## Leefwijze
Deze vogels zijn insecteneters, die hun voedsel in de strooisellaag zoeken.

## Verspreiding en leefgebied
Deze soort komt voor in de regenwouden van Zuidoost-Australië.

## Status
De grootte van de populatie is niet gekwantificeerd maar de soort wordt omschreven als algemeen in het noorden van zijn verspreidingsgebied en schaarser naar het zuiden. Op de Rode lijst van de IUCN heeft deze soort de status niet bedreigd.